# Kwiatkowice (województwo dolnośląskie)
Kwiatkowice (niem. Alt Läst) – wieś w Polsce położona w województwie dolnośląskim, w powiecie legnickim, w gminie Prochowice.

## Podział administracyjny
W latach 1975–1998 miejscowość administracyjnie należała do województwa legnickiego.

## Zagrożenie powodziowe
Podczas powodzi w 2010 w związku z przesiąkaniem wału przeciwpowodziowego zalaniu uległy Kwiatkowice. Zarządzono tam ewakuację mieszkańców.

## Historia
MIejscowość wymieniona w zlatynizowanej, staropolskiej formie „Quatkovici” w łacińskim dokumencie z 1217 roku wydanym przez biskupa wrocławskiego Lorenza.

## Sport
W Kwiatkowicach funkcjonuje klub piłki nożnej Krokus występujący w A klasie legnickiej (grupa II).

## Zabytki
Do wojewódzkiego rejestru zabytków wpisany jest:
- kościół pomocniczy pw. św. Jadwigi, szachulcowy, z połowy XVIII w.